# Список глав государств в 284 году
Список глав государств в 283 году — 284 год — Список глав государств в 285 году — Список глав государств по годам

## Африка
- Мероитское царство (Куш) — Тамелердеамани, царь (266 — 286)

## Азия
- Вакатака — Праварасена I, император (270 — 330)
- Гассаниды — Талабах ибн Амр, царь (270 — 287)
- Гупта — Гхатоткача, махараджа (280 — 319)
- Дханьявади — Тюрия Патипат, царь[англ.] (245 — 298)
- Западные Кшатрапы — Бхартрдаман, махакшатрап (282 — 295)
- Иберия:
  - Аспаруг I, царь (265 — 284)
  - Мириан III, царь (284 — 361)
- Китай (Западная Цзинь) — У-ди (Сыма Янь), император (265 — 290)
- Корея (Период Трех государств):
  - Конфедерация Кая — Мапхум, ван (259 — 291)
  - Когурё — Сочхон, тхэван (270 — 292)
  - Пэкче — Кои, король (234 — 286)
  - Силла:
    - Мичху, исагым (262 — 284)
    - Юре, исагым (284 — 298)
- Лахмиды (Хира) — Амр I ибн Ади, царь (268 — 295)
- Паган — Хти Мин Ин, король[англ.] (242 — 299)
- Персия (Сасаниды) — Бахрам II, шахиншах (276 — 293)
- Раджарата — Махасена, король (277 — 304)
- Тоба — Тоба Силу, вождь (277 — 286)
- Чера — Перумкадунго, царь (257 — 287)
- Япония — Одзин, император (270 — 310)

## Европа
- Боспорское царство — Фофорс, царь (278 — 309)
- Ирландия:
  - Кайрбре Лифехайр, верховный король (267 — 284)
  - Фотад Кайрптех и Фотад Айртех, верховные короли (284 — 285)
- Римская империя:
  - Карин, римский император (Запад) (283 — 285)
  - Нумериан, римский император (Восток) (283 — 284)
  - Диоклетиан, римский император (Восток) (284 — 305)
  - Карин, консул (284)
  - Нумериан, консул (284)

## Галерея
- Бахрам II 
 276—293 
 Шахиншах Персии
- У-ди 
 265—290 
 Император Западной Цзинь
- Одзин 
 270—310 
 Японский император